# Головний корабельний старшина
Головний корабельний старшина — військове звання старшинського складу у військово-морських силах Військово-Морських Силах ЗСУ та Морської охорони України. Також звання головного корабельного старшини присутнє в військово-морських силах інших держав. 
В  Військово-Морських Силах ЗСУ військове звання головний корабельний старшина молодше за рангом від звання штаб-старшина (до 2020 року мічмана), та старше від звання головний старшина.
У Сухопутних військах та Повітряних силах Збройних сил України це звання з 2020 року відповідає званню головний сержант, у 1991-2020 роках відповідним званням було старшина.

## Україна

### Звання вВійськово-Морських Силах Збройних Силах України
Збройні Сили України які були засновані у 1991 році внаслідок розпаду СРСР, з частини Чорноморського флоту ВМС СРСР перейняли радянський зразок військових звань, а також радянських знаків розрізнення. Серед військових звань старшинського складу були присутні звання: старшина ІІ статті, старшина І статті, головний старшина, головний корабельний старшина. Військове звання головного корабельного старшини (аналог в Сухопутних військах «старшина») до 2020 року залишалося найвищим званням у сержантському та старшинському складі. 
Знаками розрізнення головного корабельного старшини  була широка стрічки вздовж погону (знаки розрізнення перейняті від Радянського флоту і які були введені в ній в 1971 році).

#### Зміни2009року
В 2009 році була зроблена спроба зміни знаків розрізнення військовослужбовців Збройних сил України.  Ці нововведення були спрямовані на наближення до стандартів НАТО. Стрічки на погонах солдатського, матроського, сержантського та старшинського складу повинні були замінені на знаки розрізнення у вигляді певної кількості кутів. Слід зауважити, що знаки розрізнення мічманів та прапорщиків повинні були наближені до сержантського складу (раніше мали знаки розрізнення подібні до офіцерів). Знаками розрізнення головного корабельного старшини за цими нововведеннями ставали чотири кути нижче яких була горизонтальна смуга.  
Експериментальні знаки розрізнення 2009 року повністю не набули широкого вжитку. 

#### Реформа2016року
05.07.2016 року був затверджений Президентом України «Проєкт однострою та знаки розрізнення Збройних Сил України», де серед іншого були розглянуті зміни серед військових звань та нові знаки розрізнення військовослужбовців, які стали відрізнятися від попередніх побудованих за радянським зразком.
Здебільшого нововведенні знаки розрізнення солдатського, матроського, сержантського та старшинського складу були побудовані на основі знаків розрізнення 2009 року. 

#### Зміни2017року
18.07.2017 року вийшов наказ Міністерства оборони України №370 «Про затвердження Зразків військової форми одягу та загальних вимог до знаків розрізнення військовослужбовців та ліцеїстів військових ліцеїв» , де частково затверджуються нововведення 2016 року. 
20.11.2017 року виходить наказ Міністерства оборони України №606 де уточнюються правила носіння і використання однострою військовослужбовцями. Для корабельного складу ВМС знаками розрізнення стають стрічки на рукавах та на погонах. Так було введено перехідні знаки розрізнення зі збереженням старих військових звань зразку 1991 року. Головний корабельний старшина отримав знаки розрізнення у вигляді одного середнього діагонального шеврона (кут) під яким був дуговий шеврон. Необхідно зазначити, що відповідне за рангом звання у Сухопутних військах та в берегових частинах ВМС - «старшина», мав не відповідні знаки розрізнення, у вигляді чотирьох вузьких діагональних шевронів нижче яких був один дуговий.

#### Зміни2019року
В 2019 році Верховна рада України, затвердила законопроєкт яким скасовувалися звання прапорщик та мічман, а також вводилися нові сержантські та старшинські звання. Так до сержантського та старшинського складу входили звання: молодший сержантський та старшинський склад (старшина ІІ статті, старшина І статті), старший сержантський та старшинський склад (головний старшина, головний корабельний старшина, штаб-старшина), вищий сержантський та старшинський склад (майстер-старшина, старший майстер-старшина, головний майстер-старшина) . Так як також було скасовано звання старшина то з цього часу головний корабельний старшина став відповідати нововведеному званню перший сержант. 

#### Реформа2020року
30.06.2020 року виходить наказ Міністерства оборони України №238 «Про внесення змін до наказу Міністерства оборони України від 20 листопада 2017 року  №606» , де фігурують нові сержантські та старшинські звання та надано опис знаків розрізнення. 
4 листопада 2020 року виходить наказ Міністерства оборони України №398 «Про затвердження Змін до Правил носіння військової форми одягу та знаків розрізнення військовослужбовцями Збройних Сил України, Державної спеціальної служби транспорту та ліцеїстами військових ліцеїв», де серед іншого надавався опис знаків розрізнення та опис одностроїв, а також надано зображення знаків розрізнення. До старшинського складу стали входити звання: старшина ІІ статті, старшина І статті, головний старшина, головний корабельний старшина, штаб-старшина, майстер-старшина, старший майстер-старшина, головний майстер-старшина.
Знаки розрізнення побудовані на комбінації шевронів (кутів) та дугових шевронів, які розміщені на погоні чи нашивці. Військове звання головний корабельний старшина, стало відповідати званню головний сержант. Знаками розрізнення головного корабельного старшини стали чотири вузькі кути, нижче яких дуговий шеврон. 
Попередні знаки розрізнення головного корабельного старшини, Україна
|           |           |
| 1991-2016 | 2016-2020 |

| Нижче за рангом: Головний старшина | ВМС ЗСУ Головний корабельний старшина | Вище за рангом: Мічман (1991-2020)     |
| Нижче за рангом: Головний старшина | ВМС ЗСУ Головний корабельний старшина | Вище за рангом: Штаб-старшина (з 2020) |

## Інші держави

### СРСР(1940-1991)
Звання головний корабельний старшина введено у ВМФ СРСР 18 листопада 1971 року. До цього аналогічний статус з аналогічними знаками розрізнення мало звання мічман. В категорії військовослужбовців Сухопутних військ званню головний корабельний старшина відповідало звання старшина.
У 1971 році в Сухопутних силах, військово-повітряних силах та берегових частинах ВМС було введені звання прапорщик, якому на флоті стало відповідати звання мічман. Прапорщики та мічмани утворили особливий склад який був вище за сержантів та старшин, але нижче за молодших офіцерів. 
Якщо до 1971 року в наземних та повітряних силах військовому званню старшина відповідало звання мічман, то з 1971 року цю ланку зайняло нововведене військове звання головний корабельний старшина. Отож звання головного корабельного старшини стало вище за рангом від головного старшини, та нижче від мічмана.
Знаками розрізнення головного корабельного старшини  була широка стрічки вздовж погону (знаки розрізнення мічмана до 1971 року). На російському імперському флоті, відповідні знаки розрізнення використовували старші боцмани і кондуктори.
Звання проіснувало до розпаду СРСР у 1991 році і увійшло військову ієрархію більшості держав які утворилися на його уламках.
Знаки розрізнення головного корабельного старшини різних держав

Мічман ВМС СРСР (1963-1971)
Головний корабельний старшина ВМС СРСР (1971-1991)
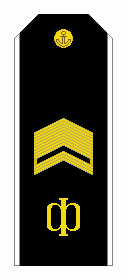
Головний корабельний старшина  Російського флоту (1994-2010)
Головний корабельний старшина  Російського флоту (з 2010)